# Martin Golubitsky
Martin Aaron Golubitsky (* 5. April 1945 in Philadelphia) ist ein US-amerikanischer Mathematiker.

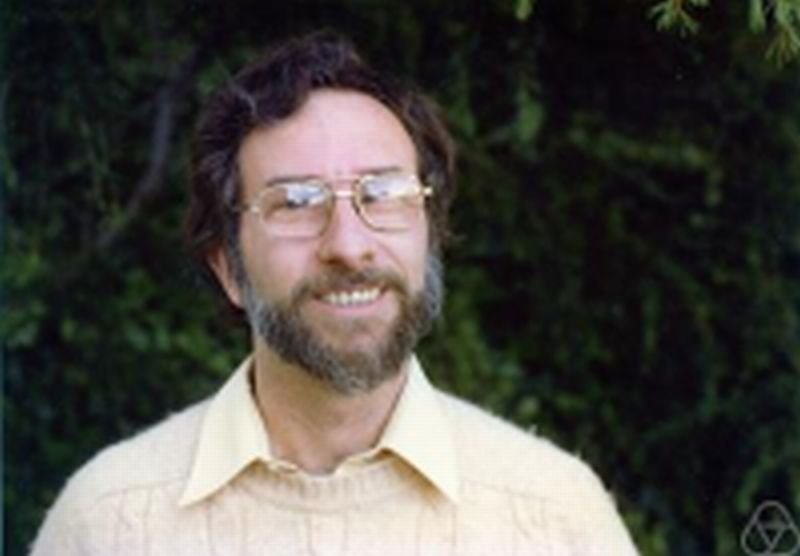
Martin Golubitsky, Berkeley 1982

Golubitsky studierte an der University of Pennsylvania mit dem Bachelor- und Master-Abschluss 1966 und wurde 1970 am Massachusetts Institute of Technology bei Victor Guillemin promoviert (Primitive Actions and Maximal Subgroups of Lie Groups). Als Post-Doktorand war er an der UCLA und dem MIT. 1974 wurde er Assistant Professor und 1977 Associate Professor am Queens College. 1977/78 war er am Courant Institute of Mathematical Sciences of New York University und 1978 war er am Institute for Advanced Study. 1979 wurde er Professor an der University of Arizona und 1983 Professor an der University of Houston, wo er ab 1989 Cullen Distinguished Professor war. 2008 ging er als Professor an die Ohio State University, wo er auch Direktor des Mathematical Biosciences Institute ist.
Er war unter anderem Gastprofessor in Nizza, an der Duke University, der Universität Berkeley, der Universität Toronto und Adjunct Professor an der Rice University. Er war Gastwissenschaftler am Fields Institute (damals an der University of Waterloo), dem Biodynamics Center der Boston University und am Isaac Newton Institute und Trinity College in Cambridge.
Er befasst sich mit Nichtlinearer Dynamik (Chaostheorie) und Bifurkationstheorie und insbesondere mit der Rolle von Symmetrien bei der Musterbildung in physikalischen und biologischen Systemen sowie der Rolle von Netzwerk-Architekturen in gekoppelten Systemen. Das führte auch zu populärwissenschaftlichen Büchern unter anderem mit Ian Stewart. Ihr Buch The Symmetry Perspective gewann 2001 den Ferran-Sunyer-i-Balaguer-Preis.
Er ist Fellow der American Mathematical Society, der American Academy of Arts and Sciences und der American Association for the Advancement of Science.

## Schriften
- mit Victor Guillemin Stable mappings and their singularities, Graduate Texts in Mathematics, Springer Verlag 1973
- mit D. G. Schaeffer Singularities and Groups in Bifurcation Theory, Springer Verlag, Band 1, 1985, Band 2 (mit Ian Stewart) 1988
- mit M. Dellnitz Linear Algebra and Differential Equations using Matlab, Brooks-Cole 1999
- mit Ian Stewart The Symmetry Perspective: From Equilibrium to Chaos in Phase Space and Physical Space, Progress in Mathematics, Birkhäuser 2002 (erhielt den Ferran Sunyer i Balaguer Preis)
- mit Stewart Denkt Gott symmetrisch ?, Birkhäuser 1993 (englisches Original Fearful Symmetry: is God a Geometer ?, Blackwell Publ, 1992)
- mit M. Field: Symmetry in Chaos. A search for pattern in mathematics, art and nature, Oxford University Press 1992 (deutsche Übersetzung: Chaotische Symmetrien, Birkhäuser 1993)